# Горлов, Николай Григорьевич
Горлов Николай Григорьевич (1904—1971) — начальник шахты № 2 «Северная» треста «Краснодонуголь». Герой Социалистического Труда, заслуженный шахтёр УССР.

## Биография
Родился в 1904 году в селе Зайцево (ныне — Горловский район, Донецкая область, Украина) в многодетной семье рабочего.
Окончил 4 класса сельской школы и в 13 лет пошёл работать на шахту, крутил вороток, затем работал коногоном. 4 года учился на рабфаке Донецкого горного института, куда был направлен по комсомольской путевке. По окончании рабфака поступил в этот же институт, который окончил в 1932 году, получив звание горного инженера.
По окончании института поступает на работу начальником участка на шахту «Дельта-2» Ворошиловского района Ворошиловградской (ныне — Луганской) области Украинской ССР. В феврале 1940 года приехал в посёлок Краснодон Ворошиловградской области и стал работать главным инженером шахты № 1. В 1941 году — начальник шахты № 1-5. В 1942 году работал главным инженером на шахте им. Энгельса, которая перед оккупацией фашистами была взорвана. Был эвакуирован на Урал, где работал начальником участка, а затем начальником шахты «Красная горнячка» в городе Копейск Челябинской области.
В 1945 году возвращается на Донбасс. Работал начальником шахты имени Румянцева Сталинской (ныне — Донецкой) области, главным инженером в Городищенском шахтоуправлении Ворошиловградской области, начальником шахты Краснянского шахтоуправления, начальником шахты № 12. 
В 1954—1960 годах — начальник шахты № 2 «Северная» треста «Краснодонуголь» Минуглепрома УССР.  В 1957 г. — Указом Президиума Верховного Совета СССР от 26 апреля 1957 г., за выдающиеся успехи, достигнутые в деле развития угольной промышленности в годы пятой пятилетки и в 1956 году, Горлову Николаю Григорьевичу присвоено звание Героя Социалистического Труда с вручением ордена Ленина и золотой медали «Серп и Молот».
С 1960 года — на пенсии.
Умер в 1971 году.

## Награды
- 1949 — орден Ленина
- 1957 — присвоено звание Герой Социалистического Труда
- 1957  — орден Ленина
- 1957  — медаль «Серп и Молот»
- Заслуженный шахтёр УССР